# Ian Mosey

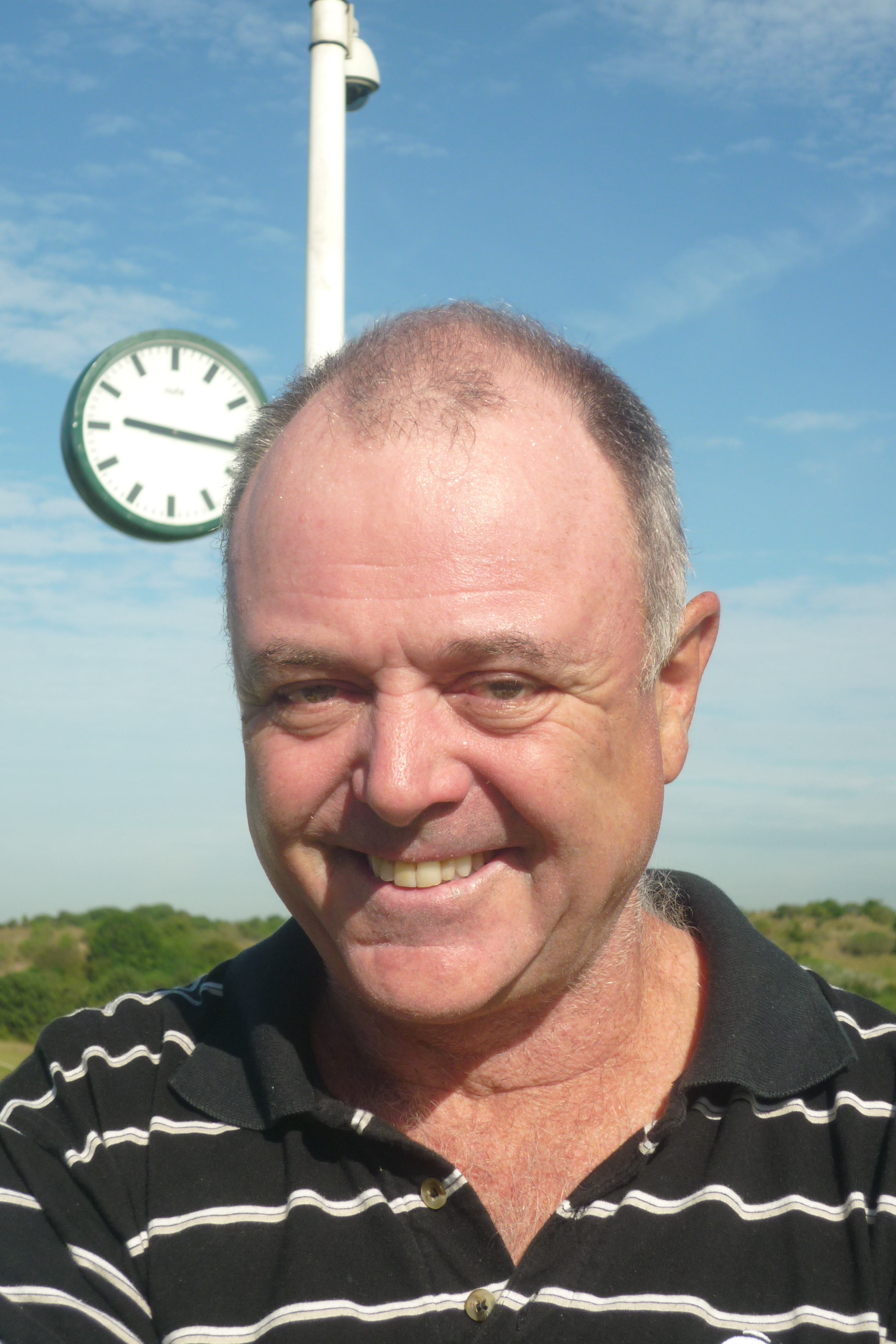
Dutch Senior Open 2010.

Ian Mosey (Keighley, 29 augustus 1951) is een golfprofessional uit Engeland. Mosey werd in 1972 professional.
Op de Europese PGA Tour heeft hij alleen het Monte Carlo Open gewonnen en een speciaal toernooi dat door de Tour was goedgekeurd: het Merseyside International Open. Hij maakte vier birdies op de laatste zes holes, waarna hij de play-off van Tony Jacklin won. 
Mosey speelt sinds 2001 op de Europese Senior Tour. Zijn beste resultaat daar is een tweede plaats op het Jersey Seniors Open in 2002. Hij zit in de commissie van de Senior Tour.
Mosey is de zoon van Don Mosey, een journalist die over cricket schrijft.

## Gewonnen
Europese Tour
- 1980: Merseyside International Open
- 1984: 1ste Monte Carlo Open

Anders
- 1980: Kalahari Diamond Classic
- 1981: Holiday Inn Royal Swazi Sun Open
- 2003: Daily Telegraph / Turismo Andaluz Seniors Match Play Championship in een finale tegen Jim Rhodes, op hole 24.